# Chileoptilia
Chileoptilia is een geslacht van vlinders uit de familie mineermotten (Gracillariidae).
Het geslacht omvat één soort:
- Chileoptilia yaroella Vargas & Landry, 2005